# Нам Хён Хи
Нам Хён Хи (кор. 남현희?, 南賢喜?, р.29 сентября 1981) — южнокорейская фехтовальщица, чемпионка мира и Азиатских игр, призёр Олимпийских игр.

## Биография
Родилась в 1981 году в Соннаме провинции Кёнгидо. В 2002 году стала обладательницей золотой медали Азиатских игр в командном первенстве на рапирах, а на чемпионате мира стала чемпионкой в личном первенстве на шпагах (впоследствии все её медали были завоёваны в фехтовании на рапирах). В 2005 году завоевала золотую медаль чемпионата мира. В 2006 году стала обладательницей двух золотых медалей Азиатских игр и бронзовой медали чемпионата мира. В 2008 году завоевала серебряную медаль на Олимпийских играх в Пекине. В 2010 завоевала две золотые медали Азиатских игр и две бронзовые медали чемпионата мира. В 2011 году вновь завоевала две бронзовые медали чемпионата мира. В 2012 году завоевала бронзовую медаль на Олимпийских играх в Лондоне. В 2014 году стала обладательницей золотой и бронзовой медалей Азиатских игр.